# Emanuel Maeß
Emanuel Maeß (* 1977 in Jena) ist ein deutscher Schriftsteller. Für seinen Debütroman Gelenke des Lichts wurde er 2019 mit dem Mara-Cassens-Preis ausgezeichnet.

## Leben
Emanuel Maeß studierte Politik- und Literaturwissenschaft in Heidelberg, Wien und Oxford.
Bekanntheit als Autor im deutschsprachigen Raum erlangte er 2019 durch seinen Debütroman Gelenke des Lichts, der vom Göttinger Verlag Wallstein im Frühjahr veröffentlicht wurde. Ein Auszug der Geschichte über Innerlichkeit von der ländlichen DDR des Jahres 1980 bis in die frühen 2000er-Jahren, aufgezeigt am Beispiel eines jungen Pfarrerssohnes, seiner Jugendliebe und seiner geistigen Entwicklung, war bereits 2017 unter dem Titel Werra und Wehr. Erinnerungen an Urspring in der Literaturzeitschrift Sinn und Form erschienen.
Der Roman Gelenke des Lichts wurde 2019 mit dem Mara-Cassens-Preis ausgezeichnet, war für den Franz-Tumler-Literaturpreis nominiert und gelangte auf die Longlist des Deutschen Buchpreises. Die Buchpreis-Jury lobte Maeß’ Werk für die spielerische „Leichtigkeit und Tiefe“ und bezeichnet Gelenke des Lichts als „sprachmächtigen Roman“ sowie unkonventionelle „Zauberhybride aus Bildungs-, Schelmen- und Campusroman“. Gustav Seibt (Süddeutsche Zeitung) lobte Maeß’ romantischen Tonfall und sieht geografische Bezüge zu Eckhard Henscheids Roman Maria Schnee – Eine Idylle (1988) sowie den Landschaftsbeschreibungen Adalbert Stifters.
Emanuel Maeß zählt u. a. Marcel Proust, Jean Paul, Fernando Pessoa, Rainer Maria Rilke und Eckhard Henscheid zu seinen literarischen Vorbildern.
Er lebt als freier Schriftsteller in Berlin.

## Veröffentlichungen
- Werra und Wehr. Erinnerungen an Urspring. In: Sinn und Form, 69. Jahr / 2017 / 3. Heft, Akademie der Künste, Berlin 2017, ISBN 978-3-943297-35-5. S. 347–355.
- Gelenke des Lichts. Roman. Wallstein Verlag, Göttingen 2019, ISBN 978-3-8353-3439-7.
- Alles in allem. Roman. Rowohlt, Hamburg 2023, ISBN 978-3-7371-0155-4.

## Auszeichnungen
- 2019: Mara-Cassens-Preis für Gelenke des Lichts
- 2022 New-York-Stipendium des Deutschen Literaturfonds[8]